# Hotel President

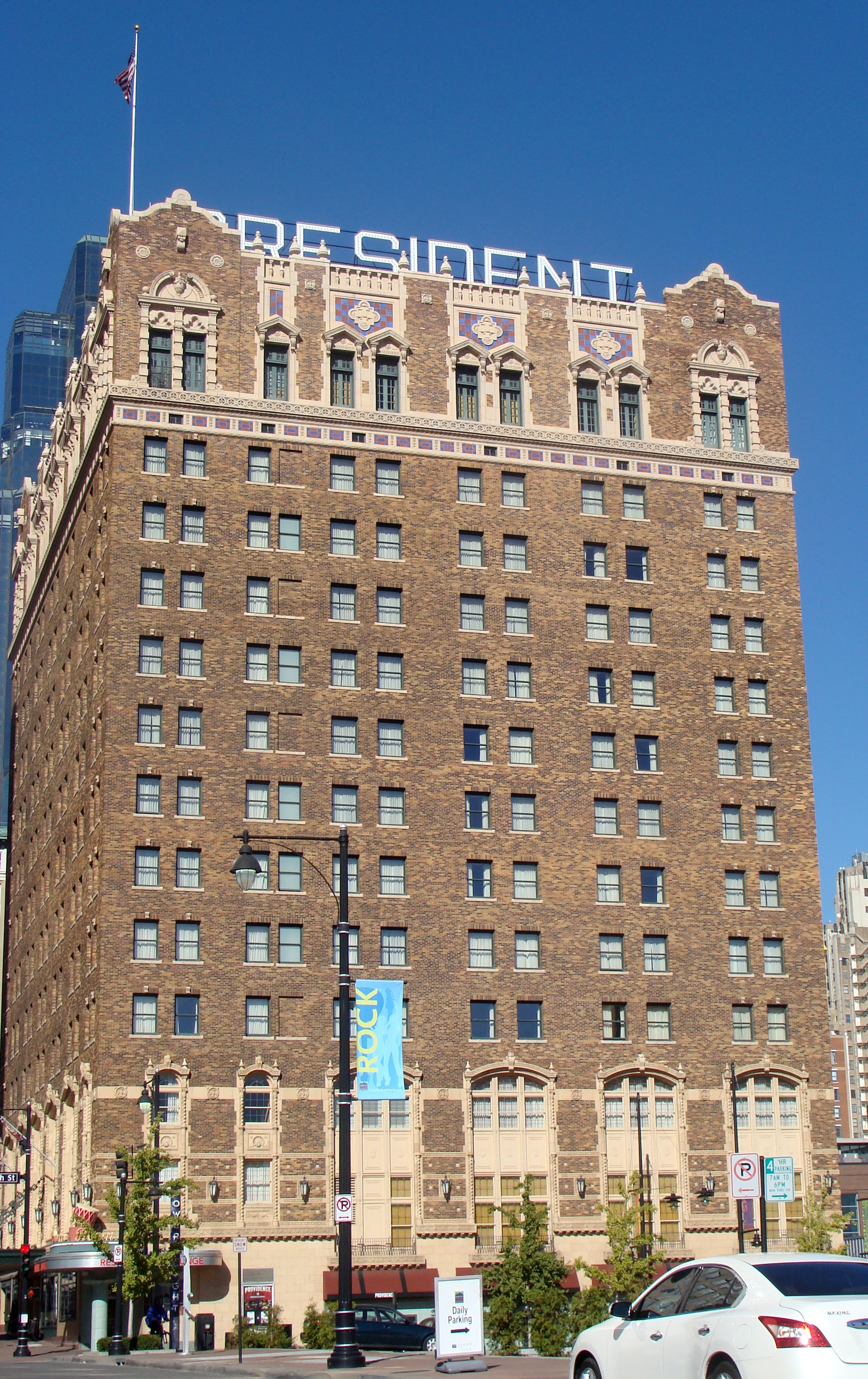
Mirando al norte en el Hotel President

El Hotel President, anteriormente President Hotel, es un hotel histórico en Kansas City, Missouri, Estados Unidos. Ahora es operado como Hilton President Kansas City por Jury Hotel Group de Overland Park Kansas, y está ubicado en 1327-35 Baltimore Avenue.

## Historia
Fue terminado en 1926 por el empresario de Niagara Falls Frank A. Dudley y operado por United Hotels Company. Fue construido en un auge de la construcción que también vio la construcción de los cercanos Mainstreet Theatre, Midland Theatre y Kansas City Power and Light Building.
En 1928, fue la sede de la Convención Nacional Republicana de 1928, que nominó a Herbert Hoover para presidente. El salón Drum Room atrajo a artistas de todo el país, incluidos Frank Sinatra, Benny Goodman y Marilyn Maye.
A principios de 1935, un hombre, usando un nombre falso en ese momento pero luego identificado como Artemus Ogletree, fue encontrado severamente agredido en la habitación 1046 después de una estadía de dos días marcada por un comportamiento extraño e interacciones con un misterioso "Don"; más tarde murió en el hospital. El caso sigue sin resolverse.
Cerró sus puertas en 1980. Más tarde se sometió a una restauración de $ 45,5 millones por parte del desarrollador Ron Jury y reabrió en 2005 como el Hilton President Kansas City. Es administrado por Jury Hotel Group de Overland Park, Kansas. Su Gerente General es Philip Strnad.
Se completaron renovaciones adicionales en 2017. Estas renovaciones incluyeron todas las habitaciones y salas de reuniones. La aclamada Suite Presidencial y las suites Reagan fueron renovadas en 2019.
Es el único hotel ubicado en Power and Light District.
Es un hotel de franquicia de Hilton Hotels de Bethesda, Maryland.
Fue incluido en el Registro Nacional de Lugares Históricos en 1983.